# Pascal Wintzer
Pascal Jean Marcel Wintzer (Rouen, 18 dicembre 1959) è un arcivescovo cattolico francese, dal 6 agosto 2024 arcivescovo di Sens.

## Biografia

### Formazione e ministero sacerdotale
Dopo aver frequentato prima il seminario di Paray-le-Monial nel 1979 e successivamente quello di Issy-les-Moulineaux, ha proseguito gli studi presso la facoltà di teologia dell'istituto cattolico di Parigi dove ha ottenuto il master in teologia ed è stato ordinato sacerdote il 27 gennaio 1987. 
Dal 1996 al 1999 è stato nominato direttore spirituale e insegnante di teologia presso il seminario San Sulpizio di Issy-les-Moulineaux. 
Dal 1996 al 2005 è stato nominato responsabile del servizio diocesano delle vocazioni. Dal 2004 è membro dell'Accademia delle scienze, lettere e arti di Rouen.

### Ministero episcopale
Il 2 aprile 2007 papa Benedetto XVI lo ha nominato vescovo titolare di Rusado e vescovo ausiliare di Poitiers. Il 19 maggio seguente, presso la cattedrale di Poitiers, ha ricevuto la consacrazione episcopale dalle mani dell'arcivescovo Albert Jean-Marie Rouet, co-consacranti l'arcivescovo di Rouen Jean-Charles Marie Descubes e l'arcivescovo emerito di Rouen Joseph Marie Louis Duval.
Dal 12 febbraio 2011 ha retto l'arcidiocesi di Poitiers come amministratore apostolico durante la sede vacante, per poi esserne nominato arcivescovo metropolita dallo stesso papa Benedetto XVI il 13 gennaio 2012. 
In seno alla conferenza episcopale francese è presidente dell'osservatorio di fede e cultura.
Il 26 giugno 2016 ha annunciato la convocazione di un sinodo diocesano per l'anno 2017 sul tema "Con le nuove generazioni, vivendo il Vangelo", in cui si è trattato principalmente il tema dell'accoglienza dei nuovi arrivati nelle parrocchie. 
Il 13 luglio 2018 è stato insignito cavaliere della Legion d'Onore con il decreto del presidente della repubblica francese. 
Nel marzo 2019 è stato il primo vescovo cattolico francese a sostenere pubblicamente l'idea di ordinare uomini sposati, spiegando che ciò aiuterebbe il clero ad andare verso un'"ordinaria umanità".
Il 6 agosto 2024 papa Francesco lo ha nominato arcivescovo di Sens. Il 6 ottobre seguente ha preso possesso dell'arcidiocesi.

## Genealogia episcopale e successione apostolica
La genealogia episcopale è:
- Cardinale Scipione Rebiba
- Cardinale Giulio Antonio Santori
- Cardinale Girolamo Bernerio, O.P.
- Arcivescovo Galeazzo Sanvitale
- Cardinale Ludovico Ludovisi
- Cardinale Luigi Caetani
- Cardinale Ulderico Carpegna
- Cardinale Paluzzo Paluzzi Altieri degli Albertoni
- Papa Benedetto XIII
- Papa Benedetto XIV
- Papa Clemente XIII
- Cardinale Marcantonio Colonna
- Cardinale Giacinto Sigismondo Gerdil, B.
- Cardinale Giulio Maria della Somaglia
- Cardinale Carlo Odescalchi, S.I.
- Vescovo Eugène de Mazenod, O.M.I.
- Cardinale Joseph Hippolyte Guibert, O.M.I.
- Cardinale François-Marie-Benjamin Richard
- Vescovo Marie-Prosper-Adolphe de Bonfils
- Cardinale Louis-Ernest Dubois
- Cardinale Georges-François-Xavier-Marie Grente
- Arcivescovo Marcel-Marie-Henri-Paul Dubois
- Cardinale François Marty
- Cardinale Jean-Marie Lustiger
- Arcivescovo Albert Jean-Marie Rouet
- Arcivescovo Pascal Wintzer

La successione apostolica è:
- Vescovo Francis Victor Bestion (2014)
- Vescovo Hervé Marie Michel Gosselin (2016)
- Vescovo Pierre-Antoine Étienne Marie Bozo (2017)

## Opere
- Pascal Wintzer, Jean Duchesne, Blandine Kriegel, Mémoires en crises: Où en sommes-nous et où allons-nous si nous ne savons plus d'où nous venons ?, Parole silence, 2013, ISBN 978-2889181933.
- Pascal Wintzer, En chemin vers le synode: Proposer une espérance aux familles, Bayard, 2015, ISBN 978-2227488366.
- Pascal Wintzer, Essayer d´autres chemins. L'Eglise, la mission et les prêtres en France, Edizione Francese libri, 2020, ISBN 978-2706719097.